# Astragalus hispidulus
Astragalus hispidulus es una especie de planta del género Astragalus, de la familia de las leguminosas, orden Fabales.

## Distribución
Astragalus hispidulus se distribuye por Siria, Líbano, Jordania, Israel, Palestina, Egipto y Libia.

## Taxonomía
Fue descrita científicamente por DC. Fue publicada en Astragalogia 132 (1802).